# Carolina Eitje
Carolina Eitje (Amsterdam, 29 maart 1883 - aldaar, 15 februari 1968) was een Nederlandse historica van Joodse afkomst. Zij was lerares geschiedenis aan de Joodse Hogere Burger School te Amsterdam, tegenwoordig Maimonides Lyceum, en schrijfster van twee boeken over Joodse emancipatie.

## Levensloop
Eitje werd geboren als vijfde van negen kinderen in een orthodox-Joods gezin. Haar ouders waren welgesteld. Het gezin woonde aan de Nieuwe Keizersgracht 59. Na de lagere school bezocht ze het Meisjes-H.B.S. aan de Keizersgracht en daaropvolgend een opleiding tot apothekersbediende. Rond haar dertigste ging ze studeren om haar mo-akte geschiedenis te halen, wat in 1917 lukte. Daarna ging ze in Amsterdam voordrachten houden over de Joodse geschiedenis. Haar voordrachten verschenen in 1922 in boekvorm onder de titel De jeugdgeschiedenis van het oude volk.
Eitje werkte korte tijd voor het Koninklijk Huisarchief in Den Haag voordat ze in 1929 les ging geven op de Joodse H.B.S. die een jaar eerder was opgericht. Daarnaast gaf ze lezingen voor Joodse organisatie en schreef ze artikelen voor verschillende bladen zoals het weekblad De Vrijdagavond, De Joodsche Gids en het verenigingsblad van de Joodse Vrouwenraad Ha'ischa.
Tijdens de oorlog bleef Eitje les geven aan het Joodsche H.B.S.. De opheffing van de school in mei 1943 maakte ze niet meer mee omdat ze toen al zat ondergedoken bij haar jongste broer, die gemengd gehuwd was en daardoor vrijgesteld van deportatie. Kort voor het einde van de oorlog werd ze alsnog aangehouden op straat. Eitje werd na zes weken weer vrijgelaten. Na de oorlog ontdekte dat slechts een zus en haar gezin en haar jongste broer de oorlog hadden overleefd.
Tegen het einde 1945 ging Eitje les geven bij de Gemeentelijke Inhaalcursus voor Ondergedoken Leerlingen. Daarnaast gaf ze les aan het Nederlands Israëlitisch Seminarium. Ze keerde in 1947 terug naar het opnieuw opgerichte Joodsche H.B.S. waar ze nog vijf jaar les gaf. In 1956 verscheen van haar hand nog het boek Vreemdeling of burger. Voorgeschiedenis van de Joodse emancipatie.